# Albert Cougnet
Ne doit pas être confondu avec Alain Soral.
Albert Cougnet, de son vrai nom Alain Soreil, est né à Ans le 4 août 1952. Il est un humoriste belge, particulièrement connu dans la région de Liège.

## Biographie
Albert Cougnet est révélé au grand public en 1994 lorsqu’il incarne sur RTL TVI dans l’émission d’Hervé Meillon Y en aura pour tout le monde, un truculent personnage de faux reporter benêt à l'accent liégeois muni d'une oreillette. 
Bien avant son personnage d'Albert Cougnet, Alain Soreil est un acteur de théâtre et apparaît notamment dans les films Le Vieux fusil avec Romy Schneider et Philippe Noiret en 1975 et dans Jambon d'Ardenne, film tourné à Durbuy avec Annie Girardot à l'automne 1976. Il fut élève de Robert Hossein dans une école de Reims pendant trois ans. Il joua dans de nombreuses pièces de théâtre. En outre, il écrit, met en scène et interprète ses one man shows. 
Habitué des plateaux TV de RTL TVI, il s'illustre aussi sur Bel RTL (radio) dans l'émission estivale Le Triangle du bermuda. 
Il est le frère de Philippe Soreil, présentateur de la RTBF, le fils de Paul Soreil, romaniste, et le petit-fils d'Arsène Soreil, professeur à l'Université de Liège.